# Malni
Malni – wieś w Słowenii, w gminie Bloke. W 2018 roku liczyła 6 mieszkańców.